# Marcelino Junior Lopes Arruda
Marcelino Junior Lopes Arruda (Guarulhos, 8 mei 1989) is een Braziliaans voetballer.

## Carrière
Mazola speelde tussen 2008 en 2011 voor São Paulo, Toledo, Paulista, Guarani en Urawa Red Diamonds. Hij tekende in 2012 bij Hangzhou Greentown.